# Akkereerdgronden
Een akkereerdgrond is een bodemtype binnen het Nederlandse systeem van bodemclassificatie dat behoort tot de droge eerdgronden. Het zijn weinig voorkomende, hoge zandgronden in het pleistocene deel van Nederland met een matig dikke A-horizont en zonder een podzol-B horizont.
Akkeereerdgronden zijn ontstaan door het ontginnen van gronden met een dunne podzol. Deze podzolen waren meestal te dun om ze tot de podzolgronden te kunnen rekenen. Door grondbewerking is de vroegere B-horizont geheel in de bouwvoor (de A-horizont) opgenomen. De naam akker is dan ook ontleend aan oude bouwlandcomplexen.
Akkereerdgronden hebben een matig dikke donkergekleurde A van 30–50 cm dikte die is ontstaan door plaggenbemesting. Is er sprake van een dunne A horizont dan wordt de bodem ingedeeld bij de kanteerdgronden. De B bestaat ook uit zand en vertoont geen tekenen van oxidatie. In de C-horizont zijn veel zandkorrels bedekt met ijzerhuidjes.
| Horizont | Diepte   | Omschrijving                                                                  |
| -------- | -------- | ----------------------------------------------------------------------------- |
| Ap       | 0–20 cm  | bouwvoor; zeer donkergrijs, matig humeus, sterk lemig, matig fijn zand        |
| Aa       | 20–35 cm | donkergrijs, matig humusarm, sterk lemig, matig fijn zand                     |
| Bw       | 35–60 cm | licht geelbruin, zeer humusarm, zwak lemig, matig fijn zand; met ijzerhuidjes |
| C        | > 60 cm  | lichtbruin, uiterst humusarm, zwak lemig, matig fijn zand; met ijzerhuidjes   |